# Saint-Géry (Lot)
Saint-Géry – miejscowość i dawna gmina we Francji, w regionie Oksytania, w departamencie Lot. W 2013 roku populacja gminy wynosiła 453 mieszkańców. Przez Saint-Géry przepływa rzeka Lot. 
W dniu 1 stycznia 2017 roku z połączenia dwóch ówczesnych gmin – Saint-Géry oraz Vers – utworzono nową gminę Saint-Géry-Vers. Siedzibą gminy została miejscowość Saint-Géry. 